# Théorème de l'âme

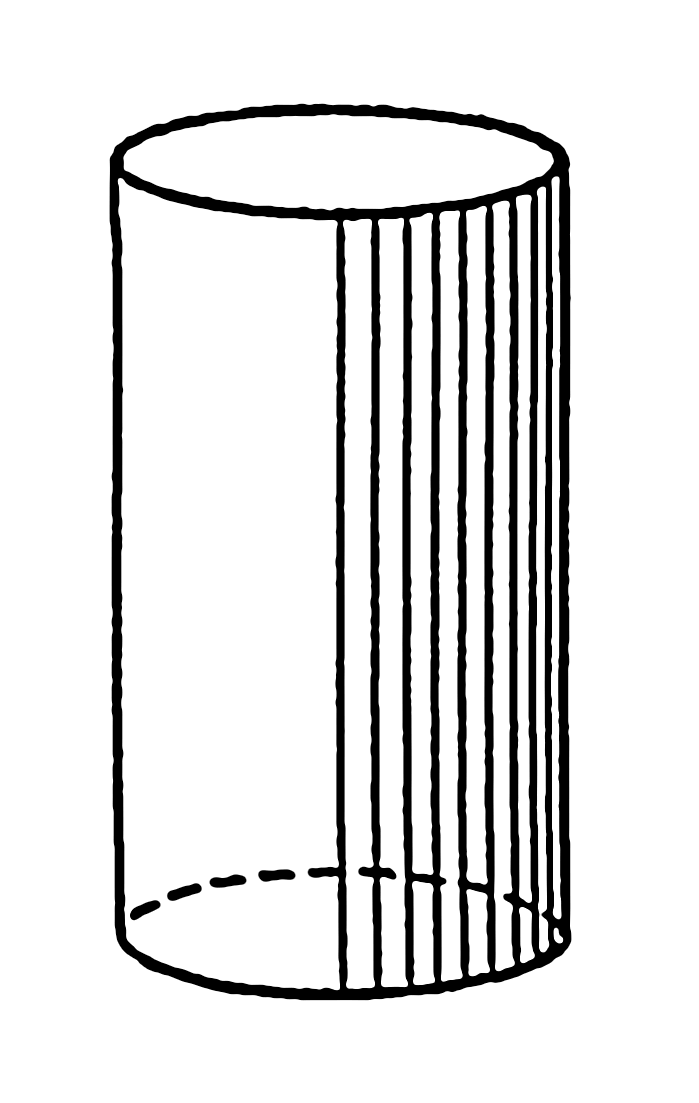
Les âmes de ce cylindre sont les cercles horizontaux.

En géométrie riemannienne, le théorème de l'âme concerne la structure des espaces à courbure positive, la réduisant dans une large mesure à l'étude du cas compact. Le terme d'âme est une allusion à l'âme des armes à feu, donnant l'image d'une structure « recourbée sur elle-même » se prolongeant dans une certaine direction « à la manière d'un cylindre ». Le théorème a été prouvé par Cheeger et Gromoll en 1972, généralisant un premier résultat de Gromoll et Wolfgang Meyer (de) de 1969. Un cas limite a été proposé sous forme de conjecture par Gromoll et Meyer en 1972, cette conjecture de l'âme a été prouvée par Grigori Perelman en 1994.

## Les énoncés

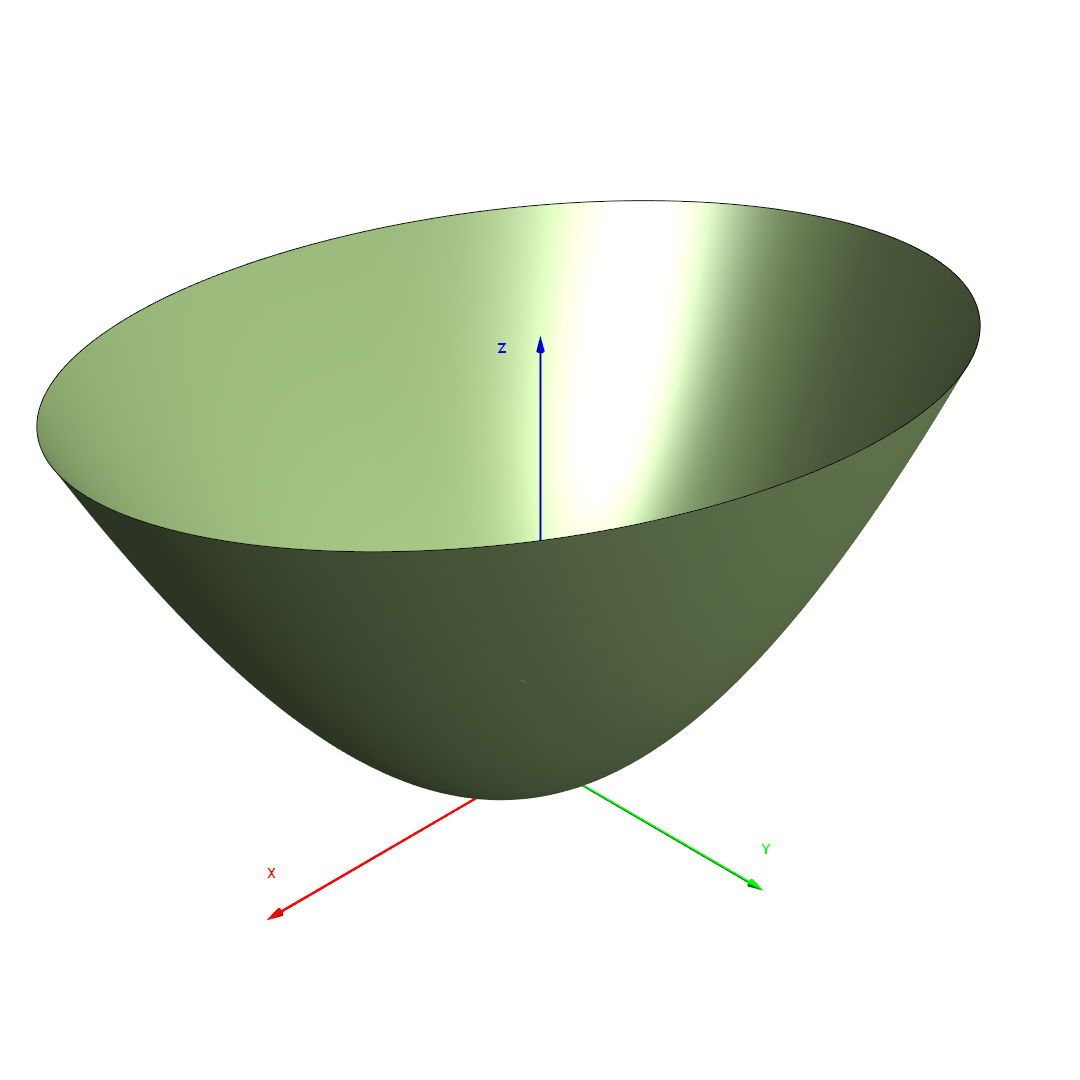
Courbure strictement positive. Le sommet de ce paraboloïde en est une âme.

Un premier résultat a été établi essentiellement par Gromoll et Meyer en 1969 :
Théorème — Toute variété riemannienne, complète, non compacte, à courbure strictement positive est difféomorphe à l'espace euclidien.
Le théorème de l'âme concerne de façon plus générale les variétés M à courbure positive :
Théorème de l'âme (Gromoll-Meyer, 1969, Cheeger-Gromoll 1972) — Soit M 
une variété riemannienne complète, non compacte à courbure positive. Alors M possède une âme,
c'est-à-dire une sous-variété N compacte, totalement géodésique et totalement convexe telle que 
M est difféomorphe au fibré normal de N.
Par exemple, dans un cylindre de révolution (dans l'espace euclidien ordinaire), tout cercle d'intersection avec un plan normal à l'axe constitue une âme, alors que les sections du cylindre par des plans obliques ne sont pas totalement géodésiques.
Dans la situation du premier théorème (courbure strictement positive), l'âme est en fait réduite à un point. La conjecture de l'âme, énoncée par Cheeger et Gromoll, visait à caractériser les situations dans lesquelles ce phénomène se produit.
Résolution de la conjecture de l'âme (Perelman 1994) — Dans la situation du théorème de l'âme, dès lors qu'il existe un point avec une courbure sectionnelle strictement positive pour des directions non entièrement contenues dans l'âme, cette dernière se réduit à un point, et la variété est difféomorphe à l'espace euclidien.

## Principes de preuve
Dans l'étude des variétés riemanniennes complètes non compactes, on s'intéresse particulièrement aux géodésiques qui minimisent la longueur entre deux de leurs points. Pour chaque point p de la variété, par un argument de compacité de la sphère des vecteurs tangents unitaires, on peut montrer qu'il existe au moins un « rayon » issu de p, c'est-à-dire une géodésique définie sur {\displaystyle [0,+\infty [} et minimisante entre tous ses points. 
À cette considération préalable s'ajoute l'hypothèse de courbure positive, qui permet notamment d'employer le théorème de comparaison de Toponogov pour contrôler l'évolution des longueurs. C'est l'outil employé en 1969 par Gromoll et Meyer pour construire, à  partir d'un rayon {\displaystyle \gamma }, une partie totalement convexe {\displaystyle C(\gamma )}. Ils ont formé la réunion de toutes les boules {\displaystyle B(\gamma (t),t)} (c'est-à-dire les boules dont le rayon relie {\displaystyle p=\gamma (0)} à {\displaystyle \gamma (t)}) et défini la partie {\displaystyle C(\gamma )} comme le complémentaire de cette réunion. L'intersection de tous les  {\displaystyle C(\gamma )} pour les différents rayons issus d'un point est une partie totalement convexe et on peut montrer qu'elle est compacte, et qu'elle contient un point « simple », c'est-à-dire pour lequel les géodésiques issues de ce point n'y reviennent jamais.
La démonstration plus générale de Cheeger et Gromoll utilise des idées voisines. Elle fait intervenir les différentes fonctions de Busemann des rayons issus d'un point donné, et le minimum de ces fonctions, qui reste une fonction convexe. Il s'agit alors d'en étudier les lignes de niveau, mais cela nécessite un traitement technique important.
On peut démontrer que l'âme n'est pas unique, mais deux âmes sont toujours isométriques. Cela a été établi par Sharafutdinov en 1979 en construisant une rétraction de la variété sur l'âme, qui n’augmente pas les distances. Dans sa démonstration de la conjecture de l'âme, Perelman a établi que cette rétraction est en fait une submersion.